# Marek Špilár
Marek Špilár (Stropkov, 11 febbraio 1975 – Prešov, 7 settembre 2013) è stato un calciatore slovacco, di ruolo difensore.

## Biografia
Il 7 settembre 2013 si suicida all'età di 38 anni, lanciandosi dal balcone della casa del fratello a Prešov.

## Carriera
Durante la sua carriera ha giocato in Slovacchia, Repubblica Ceca, Belgio e Giappone, collezionando 30 presenze in Nazionale tra il 1997 e il 2002.